# Lifosa
Lifosa ist ein großer litauischer Düngemittelproduzent, der mittlerweile zum russischen EuroChem-Konzern gehört (fast 95 % der Anteile). Das Unternehmen ist an der Börse Vilnius auf der Zweitliste geführt.
Das Unternehmen verarbeitet Phosphate und andere Rohstoffe aus Russland zu diversen Düngemittelerzeugnissen (in erster Linie Diammoniumhydrogenphosphat, 88 % des Gesamtumsatzes im Jahre 2007), die hauptsächlich nach (West-)Europa (gut zwei Drittel), aber auch nach Amerika, Afrika und Asien verkauft werden.
Der Unternehmensumsatz wurde 2007 im Vergleich zum Vorjahr um über ein Drittel (von 682 auf 922 Mio. Litas) gesteigert, wofür weniger eine gestiegene Produktion als vielmehr der rasant gestiegene Weltmarktpreis verantwortlich war.

## Geschichte
Die Anfänge des Unternehmens liegen in der Zeit der Sowjetunion. 1959 wurde mit dem Bau eines Düngemittelwerkes unweit der zentrallitauischen Stadt Kėdainiai begonnen. 1963 wurde mit der Herstellung von Schwefelsäure die Produktion aufgenommen, zu der sich Ende 1963 die Herstellung von Superphosphat gesellte. Nach mehreren Erweiterungen wurde ab 1996 die Phosphatproduktion diversifiziert und um Diammoniumhydrogenphosphat (1996) und die Herstellung von Phosphaten für Futtermittel (2000–2002) erweitert. Seit 2000 wandelt ein Turbogenerator (25 MW) den bei der Produktion von Schwefelsäure entstehenden heißen Dampf in Strom um, der neben dem Unternehmen auch die Stadt Kėdainiai versorgt.
1995 wurde das Unternehmen unter dem Namen Fostra AB in eine Aktiengesellschaft umgewandelt und 1996 privatisiert (Teilprivatisierung bereits 1991–1994). 2002 wurde Lifosa AB mehrheitlich vom russischen Düngemittelhersteller EuroChem übernommen. Von 2012 bis 2013 finanzierte und baute das Unternehmen die Sportarena Kėdainiai Arena.